# Nagui Asaad
 Nagui Asaad Youssef ناجى أسعد es un atleta egipcio (de pista y campo) nacido el 12 de septiembre de 1945 que representó a Egipto en los acontecimientos internacionales en los años 70 y principios de los años 80 en tiro y en lanzamiento de peso y de disco.

## Biografía
Nagui Asaad nació en una familia de Copta, al norte de Egipto. Estudió en El Cairo en donde se graduó en la facultad de deporte para chicos en la universidad de Helwan, y siguió trabajando como miembro del cuerpo docente en la misma facultad después de su graduación. Durante su trabajo obtuvo un grado de PhD en educación física, y trabaja actualmente como profesor.
Internacionalmente, se encuentra en el puesto n.º 130 habiendo conseguido 150 lanzamientos de peso por 20.71 metros.
Nagui Asaad jugó al baloncesto en el Al-Ahly club entre 1966 y 1969, después formó parte del equipo atlético del mismo club convirtiéndose en el campeón egipcio de lanzamiento de pesos.
Junto con sus colegas Hisham Greis, Hassan Ahmed Hamad y Mohamed Naguib Hamed formó a uno de los equipos egipcios más fuertes de acontecimientos del tiro, muchos de expertos egipcios del deporte los consideran ser el equipo más fuerte que Egipto tenía siempre.
Después de su retiro de acontecimientos competitivos trabajó durante muchos años en Baréin como entrenador para el equipo atlético nacional y volvió a Egipto en los años 90 al trabajo en el mismo campo con el equipo nacional egipcio como el encargado técnico del equipo.
En 1999 sbrió una escuela que lanzamiento en Egipto; reclutó a Ghazaly de Omar Ahmed como lanzador de disco y a Anany de Mohsen como lanzador del martillo que formaron parte del equipo egipcio y ganaron los campeonatos bajo su supervisión.

## Los logros
Nagui Asaad sigue siendo el único atleta egipcio (pista y campo) en ganar las medallas de oro en los campeonatos de los Juegos Panafricanos, los Juegos Mediterráneos y los Campeonato Africano de Atletismo.
Importante mencionar que Nagui Asaad y Abdel Herin (maratón de los juegos del mediterráneo de 1955) son los únicos atletas egipcios (pista y campo) en ganar una medalla de oro en los Juegos Mediterráneos.
El tiro lanzamiento de peso del expediente de Nagui Asaad en todos los juegos de África de 19.48 estaba parado desde los juegos 1973 de All-África como el expediente del campeonato por veintiséis años hasta que la hamburguesa Lambrechts lo rompió en los juegos 1999 de All-África.

## Lanzamiento de peso
- 2 veces Campeón africano de lanzamiento de peso en 1979 y 1982.
- Medalla de oro en lanzamiento de peso en los Juegos Mediterráneos de, delebrados en Esmirna (Turquía)
- 2 veces medallista de oro en lanzamiento de peso de toda la África Games, 1973, Nigeria, 1978, Argelia
- 2 veces medallista de oro en lanzamiento de peso de campeonatos africanos del este y centrales 1981, 1982.
- medallista de oro en lanzamiento de peso de la obra clásica el año 1980 de Bell de libertad, el acontecimiento alternativo organizado para las naciones que boicotearon los Juegos Olímpicos de Moscú 1980.
- Medalla de plata en lanzamiento de peso en los Juegos Mediterráneosde 1979, en Yugoslavia.

Año Torneo Lugar Resultado Acontecimiento
1971 1971 Juegos Mediterráneos Esmirna, Turquía 1r Lanzamiento de peso
1973 Juegos de Toda-África Lagos, Nigeria 1r Lanzamiento de peso
1978 Juegos de Toda-África Argel, Argelia 1r Lanzamiento de peso
1979 Campeonato africano Dakar, Senegal 1r Lanzamiento de peso
1979 Juegos Mediterráneos Fractura, Yugoslavia 2.º Lanzamiento de peso
1982 Campeonato africano El Cairo, Egipto 1.er Lanzamiento de peso

## Disco
Medallista de plata en lanzamiento de disco de los 1971 juegos mediterráneos, Esmirna (Turquía).
El medallist de plata adentro discute el tiro de toda la África Games, Nigeria, 1973.,
Año Torneo Lugar Resultado Acontecimiento
1971 Juegos mediterráneos Esmirna, Turquía 2.º Disco
1973 Juegos de Toda-África Lagos, Nigeria 2.º Disco

## También
- Lista de campeones de África del atletismo